# فرود (پسر سیاوش)
فرود در اسطوره‌های ایرانی، پسر سیاوش و مادرش جریره دختر پیران است. کیخسرو، برادر ناتنی فرود، از محل زندگی او به‌خوبی خبر داشت، ولی هیچ‌گاه قسمت نشد این دو برادر به دیدار یکدیگر نائل شوند. روزگار به گونه‌ای بر سر ایشان سرنوشت راند که دیدار آن دو در این جهان هیچ‌گاه میسّر نگشت.

## داستان فرود سیاوش در شاهنامه
بدو گفت بهرام بنمای تن
برهنه نشان سیاوش بمن
به بهرام بنمود بازو فرود
ز عنبر بگل بر یکی خال بود
کزان گونه بتگر بپرگار چین
نداند نگارید کس بر زمین
بدانست کو از نژاد قباد
ز تخم سیاوش دارد نژاد
برو آفرین کرد و بردش نماز
برآمد ببالای تند و دراز
فرود آمد از اسپ شاه جوان
نشست از بر سنگ روشن روان
ببهرام گفت ای سرافراز مرد
جهاندار و بیدار و شیر نبرد
دو چشم من ار زنده دیدی پدر
همانا نگشتی ازین شادتر
که دیدم ترا شاد و روشن روان
هنرمند و بینادل و پهلوان
بدان آمدستم بدین تیغ کوه
که از نامداران ایران گروه
بپرسم ز مردی که سالار کیست
برزم اندرون نامبردار کیست
یکی سور سازم چنانچون توان
ببینم بشادی رخ پهلوان
ز اسپ و ز شمشیر و گرز و کمر
ببخشم ز هر چیز بسیار مر
وزان پس گرایم به پیش سپاه
بتوران شوم داغ دل کینه خواه
سزاوار این جستن کین منم
بجنگ آتش تیز برزین منم
سزد گر بگویی تو با پهلوان
که آید برین سنگ روشن روان
بباشیم یک هفته ایدر بهم
سگالیم هرگونه از بیش و کم
به هشتم چو برخیزد آوای کوس
بزین اندر آید سپهدار طوس
میان را ببندم بکین پدر
یکی جنگ سازم بدرد جگر
که با شیر جنگ آشنایی دهد
ز نر پر کرگس گوایی دهد
که اندر جهان کینه را زین نشان
نبندد میان کس ز گردنکشان
بدو گفت بهرام کای شهریار
جوان و هنرمند و گرد و سوار
بگویم من این هرچ گفتی بطوس
بخواهش دهم نیز بر دست بوس
ولیکن سپهبد خردمند نیست
سر و مغز او از در پند نیست
هنر دارد و خواسته هم نژاد
نیارد همی بر دل از شاه یاد